# Emerich Vogl
Pour les articles homonymes, voir Vogl.
Imre Vogl dit Emerich Vogl (né le 12 août 1905 à Temesvár et mort le 29 octobre 1971 à Bucarest) était un footballeur et entraîneur roumain.

## Biographie
Pouvant évoluer comme défenseur ou comme milieu de terrain, Emerich Vogl fut international roumain à 29 reprises (1924-1934) pour un but inscrit. Son but fut inscrit le 25 mai 1930 à Bucarest contre la Grèce, dans le cadre de la coupe des Balkans. Il remporta deux coupes des Balkans.
Il participa aux éditions 1930 et 1934 de la coupe du monde, où il fut titulaire dans les deux compétitions, la Roumanie à chaque fois fut éliminée au premier tour.
Il joua dans deux clubs roumains (Chinezul Timișoara et Juventus FC Bucarest), remportant six fois le championnat roumain.
Il fut entraîneur du Juventus FC Bucarest et sélectionneur national des Tricolorii à plusieurs occasions mais il ne remporta aucun titre.

## Clubs

### En tant que joueur
- 1922-1929 :  Chinezul Timișoara
- 1929-1940 :  Juventus FC Bucarest

### En tant qu'entraîneur
- 1942-1949 :  Juventus FC Bucarest
- 1942-1945 :  Roumanie
- 1947 :  Roumanie
- 1948 :  Roumanie
- 1950-1951 :  Roumanie

## Palmarès
- Championnat de Roumanie de football
  - Champion en 1923, en 1924, en 1925, en 1926, en 1927 et en 1930
- Coupe des Balkans des nations
  - Vainqueur en 1929/1931 et en 1933